# Bisbat de Litomyšl
El bisbat de Litomyš (txec:  Biskupství litomyšlské; llatí: Dioecesis Lutomislensis) és una seu suprimida de l'Església catòlica.

## Territori
La diòcesi es trobava a la part oriental de Bohèmia i a una part de Moràvia.
La seu episcopal és la ciutat de Litomyšl, on l'església de Santa Maria al Mont de les Oliveres funcionà com a catedral.
En el moment de l'erecció de la diòcesi el territori estava dividit en 147 parròquies, reagrupades en sis decanats: Chrudim (45 parròquies), Lanškroun (16 parròquies), Polička (17 parròquies), Vysoké Mýto (39 parròquies), Šumperk (22 parròquies) i Úsov (8 parròquies). Aquests dos darrers decanats van ser incorporats de la diòcesi d'Olomouc, mentre que els quatre primers pertanyien a la diòcesi de Praga.

## Història
La diòcesi va ser erigida el 30 d'abril de 1344 mitjançant la butlla Ex supernae providentia maiestatis del Papa Climent VII, prenent el territori de les diòcesis de Praga i Olomouc.
Al segle xv, després de la croada hussita els hussites esdevingueren la majoria de la població de la Bohèmia oriental. Això coincidí amb un ràpid declivi de la diòcesi.
El 1474 el darrer bisbe de Litomyšl, Jan Bavor, traslladà el capítol a Svitavy.
Fins a la meitat del segle xvi apareixen dos administradors de la diòcesi. Després de la mort del darrer, els dons canonges que quedaven a Svitavy van ser expulsats de la ciutat i es refugiaren al monestir dels premonstratencs d'Olomouc.
Des del 1970 Litomyšl sobreviu com a seu episcopal titular.

## Cronologia episcopal

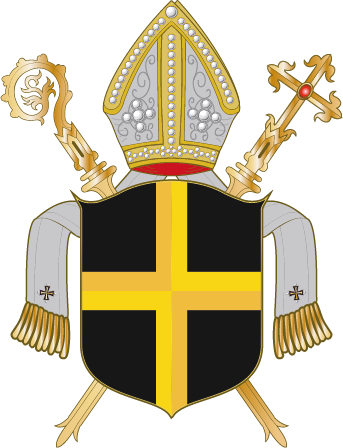
Escut de la diòcesi de Litomyšl

- Jan I, O.Praem. † (30 d'abril de 1344 - 1353 mort)
- Jan ze Středy † (9 d'octubre de 1353 - 23 d'agost de 1364 nomenat bisbe d'Olomouc)
  - Mikuláš ? † (1364 - 6 d'agost de 1364 mort) (vescovo eletto)
- Albrecht von Sternberg † (23 d'agost de 1364 - 9 de juny de 1368 nomenat arquebisbe de Magdeburg)
- Petr Jelito † (9 de juny de 1368 - 13 d'octubre de 1371 nomenat arquebisbe de Magdeburg)
- Albrecht von Sternberg † (13 d'octubre de 1371 - 14 de gener de 1380 mort) (per segona vegada)
- Jan Soběslav † (1380 - 1387 nomenat bisbe d'Olomouc)
- Jan Václav † (28 d'abril de 1389 - 1391 mort)
- Jan Železný † (1392 - 14 de febrer de 1418 nomenat bisbe d'Olomouc)
  - Jan Železný † (14 de febrer de 1418 - 1420 renuncià) (administrador apostòlic)
- Aleš z Březí † (13 de maig de 1420 - 1441 mort)
- Matěj Kučka, O.Praem. † (1441 - 1449 mort)
  - Beneš ze Svitav † (abans de 1453 - després de 1457) (administrador)
  - Jan † (citat el 1458) (administrador)
  - Eliáš Čech † (abans de 1468 - 1474) (administrador)
- Jan Bavor, O.Praem. † (16 novembre 1474 - abans de 1478)
  - Eliáš Čech † (abans de 1478 - després de 1492) (administrador, per segona vegada)
  - Lukáš † (citat el 1525) (administrador)
  - Wolfgang † (citat el 1554) (administrador)

## Cronologia de bisbes titulars
- Jaroslav Škarvada † (18 de desembre de 1982 - 14 de juny de 2010 mort)
- Pavel Konzbul, (21 de maig de 2016 - 26 de maig de 2022, nomenat bisbe de Brno)